# Barre Center
Barre Center ist ein Weiler in der Town of Barre im Orleans County, New York, in den Vereinigten Staaten.
Beim Barre Center handelt es sich um ein Straßendorf, das sich im Wesentlichen entlang der County Road 98 erstreckt und seinen Mittelpunkt auf dem höchsten Punkt einer Erhebung hat. Unweit davon befindet sich die Barre Center Presbyterian Church, der Barre Town Park befindet sich einige hundert Meter weiter nördlich.
Das Skinner-Tinkham House wurde 2004 in das National Register of Historic Places aufgenommen.

## Belege
1. ↑  Barre Center. In: Geographic Names Information System. United States Geological Survey, United States Department of the Interior, abgerufen am 14. September 2015 (englisch).
2. ↑  National Register Information System. In: National Register of Historic Places. National Park Service, abgerufen am 13. März 2009 (englisch).